# Капрауна
Капрауна (італ. Caprauna, п'єм. Cravaun-a) — муніципалітет в Італії, у регіоні П'ємонт,  провінція Кунео.
Капрауна розташована на відстані близько 450 км на північний захід від Рима, 110 км на південь від Турина, 45 км на південний схід від Кунео.
Населення — 103 особи (2014).
Щорічний фестиваль відбувається 2 вересня. Покровитель — Sant'Antonino.

## Демографія
Населення за роками:

Станом на 1 січня 2023 року в муніципалітеті офіційно проживало 6 іноземців з 5 країн, серед них 2 громадяни країн Євросоюзу.

## Сусідні муніципалітети
- Альто
- Акуїла-ді-Аррошія
- Армо
- Боргетто-д'Аррошія
- Ормеа
- П'єве-ді-Теко